# Portret Feliksa Jasieńskiego (obraz Olgi Boznańskiej)
Portret Feliksa Jasieńskiego – obraz olejny namalowany przez Olgę Boznańską w roku 1907. Znajduje się w zbiorach Muzeum Narodowego w Krakowie (nr inw.: MNK II-b-883). Obraz sygnowany: "Olga Boznańska / 1907". Obraz został podarowany MNK w roku 1920. 

## Opis obrazu
Portret powstały w roku 1907 przedstawia Feliksa „Mangghę” Jasieńskiego, mecenasa i opiekuna artystki. Można przypuszczać, że tak jak w przypadku innych wizerunków Jasieńskiego pędzla innych artystów, był to wyraz wdzięczności artystki wobec mecenasa i kolekcjonera. W portrecie Boznańskiej Jasieński ujęty jest en face, siedzący wyprostowany w fotelu. W tle, po prawej widoczna jest niewielka buddyjska kapliczka z bóstwem opiekuńczym, przeznaczona do domowego kultu, a pochodząca ze słynnej kolekcji Jasieńskiego, przekazanej przez niego do Muzeum Narodowego w Krakowie.

## Udział w wystawach
- Manggha Boznańskiej, 2006-03-31 - 2006-06-18; Centrum Sztuki i Techniki Japońskiej Manggha
- Szczęśliwa godzina: Młoda Polska, 2021-07-02 - 2021-09-05; Muzeum Okręgowe w Toruniu
- Szczęśliwa godzina. Młoda Polska, 2019-11-22 - 2020-03-08; Muzeum Regionalne w Stalowej Woli
- Cyfrowe Dziedzictwo Kulturowe
- Olga Boznańska (1865–1940), 2014-10-25 - 2015-02-01; Muzeum Narodowe w Warszawie
- Olga Boznańska / edycja warszawska, 2015-02-26 - 2015-05-02; Muzeum Narodowe w Warszawie
- Hokusai and Japonism, 2017-10-21 - 2018-01-28; The National Museum of Western Art, Tokyo, Japonia
- Manggha. W hołdzie Feliksowi Jasieńskiemu, 2009-09-10 - 2010-01-10; Muzeum Sztuki i Techniki Japońskiej Manggha